# Jaroslav Heyrovský
Jaroslav Heyrovský (20. prosince 1890 Praha-Staré Město – 27. března 1967 Praha-Smíchov) byl český fyzikální chemik, objevitel a zakladatel polarografie a nositel Nobelovy ceny za chemii z roku 1959.
Studoval na Univerzitě Karlově, poté odešel na University College London, kde se zabýval fyzikální chemií. Zde získal titul bakaláře přírodních věd. V rámci postgraduálního studia se začal zajímat o elektrochemii. Jeho studia částečně přerušila první světová válka, kdy sloužil jako zdravotník. Po válce působil na Univerzitě Karlově, kde se v roce 1926 stal profesorem. Roku 1922 objevil polarografii, což je metoda používající měření elektrického proudu, který prochází rtuťovou kapkou a roztokem, do něhož rtuť odkapává. Tímto způsobem se dají získat cenné informace o druhu a množství látek, které roztok obsahuje. Výsledek se využívá při chemické analýze i při základním fyzikálně-chemickém výzkumu. Pro urychlení zaznamenávání hodnot s japonským vědcem Šikatou zkonstruovali polarograf, který tyto křivky automaticky zaznamenával. Za tento objev a rozpracování analytické polarografické metody v roce 1959, kdy byl na Nobelovu cenu nominován již poosmnácté, získal Nobelovu cenu za chemii.
Během druhé světové války, přestože v Protektorátu byly univerzity zavřené, mohl dále vědecky pracovat. Po válce byl vzhledem k tomuto povolení vědeckého výzkumu obviněn z kolaborace, která mu ovšem nebyla nikdy prokázána. V roce 1951 spoluzakládal Polarografický ústav, v jehož čele stál do roku 1963. Poté odešel ze zdravotních důvodů do penze. Zemřel v roce 1967 ve smíchovském sanatoriu. 

## Životopis

### Mládí a studia

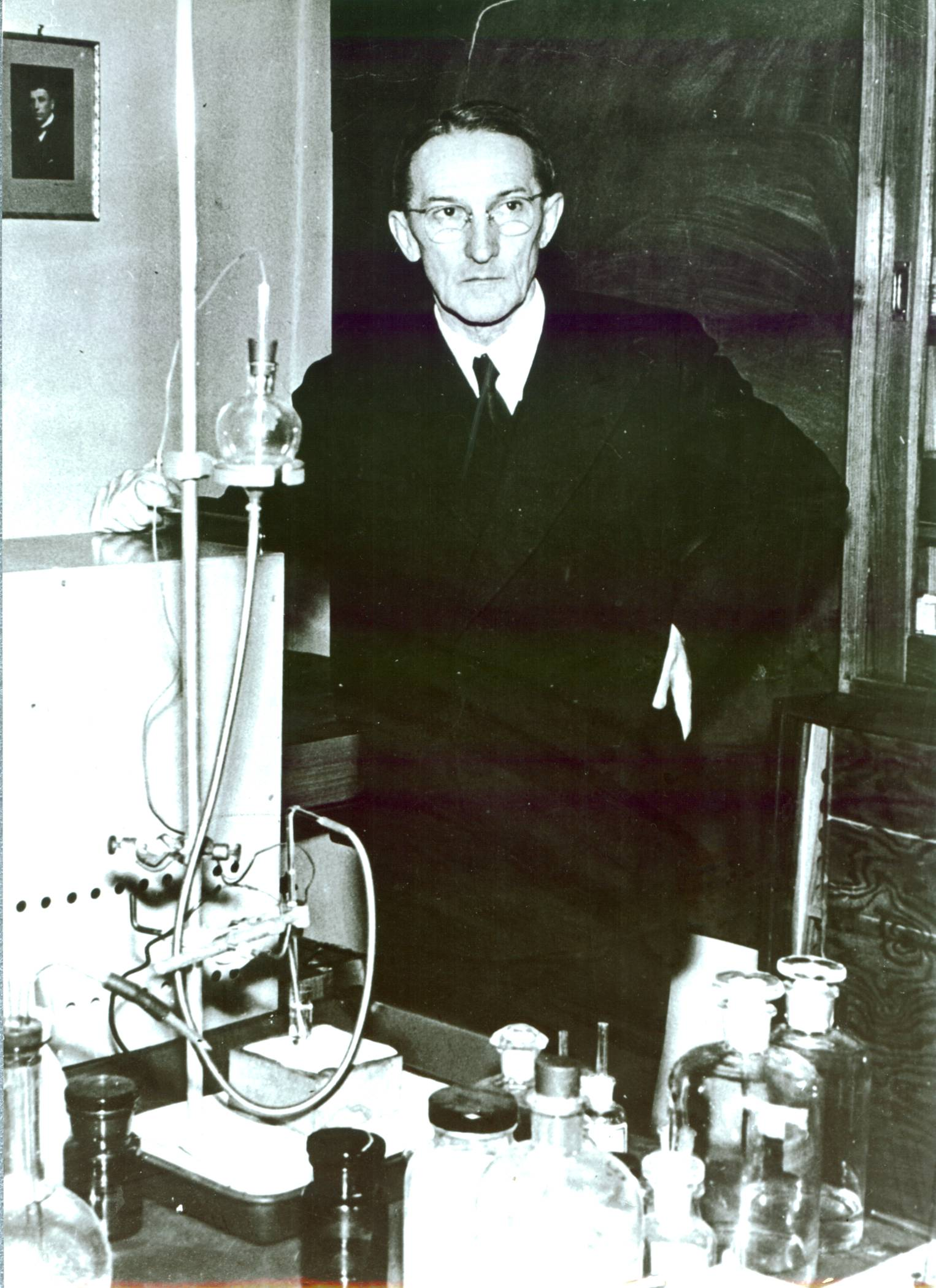
Jaroslav Heyrovský v laboratoři (z archivu ÚFCH AV ČR)

Narodil se v Praze v rodině právníka Leopolda Heyrovského a jeho manželky Kláry, rozené Hanlové z Kirchtreu, jako čtvrté z pěti dětí. Měl tři sestry, Kláru, provdanou za Arnošta Hofbauera, Marii a Helenu a mladšího bratra Leopolda. Otec byl profesorem římského práva na Univerzitě Karlově a také její rektor. V roce 1901 byl přijat na Akademické gymnázium, kam později do stejné třídy přistoupil Karel Čapek, s nímž i seděl v lavici. Odmaturoval v roce 1909. Téhož roku se zapsal na Karlovu univerzitu, kde navštěvoval přednášky chemie, fyziky a matematiky. Absolvoval zde dva semestry. V roce 1910 odešel studovat na University College do Londýna. Důvodem byl zájem o fyzikální chemii, která byla na vysokých školách v Rakousku-Uhersku na nízké úrovni. Na University College tehdy přednášel například Sir William Ramsay. Díky studiu v Anglii se naučil experimentovat co nejjednodušeji a laboratorní deník si vedl v angličtině. Roku 1913 získal titul bakaláře přírodních věd (Bachelor of Science). Poté se přihlásil k postgraduálnímu studiu u profesora Fredericka G. Donnana, jemuž při přednáškách dělal demonstrátora (v Anglii v té době označení pro začínajícího asistenta).
Během spolupráce s profesorem Donnanem se začal zajímat o elektrochemii. O prázdninách roku 1914 se vrátil domů, kde kvůli první světové válce musel zůstat. Do konce roku 1914 pracoval v laboratoři profesora Štěrby-Böhma v Chemickém ústavu Karlovy univerzity. V lednu 1915 narukoval. Kvůli tělesné slabosti jej přidělili k zdravotnímu oddílu. Sloužil u 28. pěšího pluku (se sídlem v Szegedu), který měl plukovní nemocnici v Táboře. Zde působil v lékárně (jako lékárenský chemik a na rentgenovém oddělení). V roce 1916 se s plukem přesunul do nemocnice v městské části Innsbrucku, čtvrť Igls. Tady začal pracovat na dizertační práci o elektroafinitě hliníku. Onemocněl však zánětem středního ucha a odjel se léčit do Prahy.

### Práce
Rigorózní zkoušku složil 27. června 1918 na Filozofické fakultě Univerzity Karlovy ještě před koncem války. 26. září byl promován doktorem filosofie. Mezi oponenty byl i profesor Bohumil Kučera, který Heyrovského upozornil na obecné otázky elektrokapilarity a na neshody hodnot povrchového napětí měřeného jeho metodou a klasickou metodou francouzského fyzika Gabriela Lippmana. Právě zkoumání Kučerových výsledků měření o čtyři roky později vedlo k objevu polarografie.
Od podzimního semestru 1918 působil jako asistent profesora Bohuslava Braunera na Ústavu analytické chemie Univerzity Karlovy. Kromě toho se věnoval studiu ionů a sloučenin hliníku. Napsal o tomto tématu šest vědeckých publikací, tři z nich vyšly v renomovaném časopise Journal of the Chemical Society. V únoru 1920 mu byla o dva roky prodloužena smlouva na post Braunerova asistenta. V roce 1920 začal v Praze přednášet nový obor, fyzikální chemii. V dubnu 1920 byl jmenován docentem. Habilitační práci s názvem Kyselina hlinitá. Příspěvek k teorii amfoterních elektrolytů, tvořily výsledky jeho bádání z let 1913 až 1920. O rok později získal za stejnou práci titul doktora věd (DSc.) na londýnské univerzitě. Na jaře 1922 se stal mimořádným a v květnu 1926 řádným profesorem fyzikální chemie na Univerzitě Karlově. Roku 1926 absolvoval šestiměsíční stáž na Sorbonně.
V letech 1922–1939 řídil Ústav fyzikální chemie Přírodovědecké fakulty Univerzity Karlovy. Roku 1928 založil společně s Emilem Votočkem časopis, ve kterém vycházely československé vědecké články ve světových jazycích. Název časopisu byl dvojjazyčný, anglicky Collection of Czechoslovak Chemical Communications a francouzsky Collection des travaux chimiques Tchécoslovaques. V roce 1933 absolvoval sérii přednášek v Spojených státech amerických a roku 1934 v Sovětském svazu.

### Objev polarografie

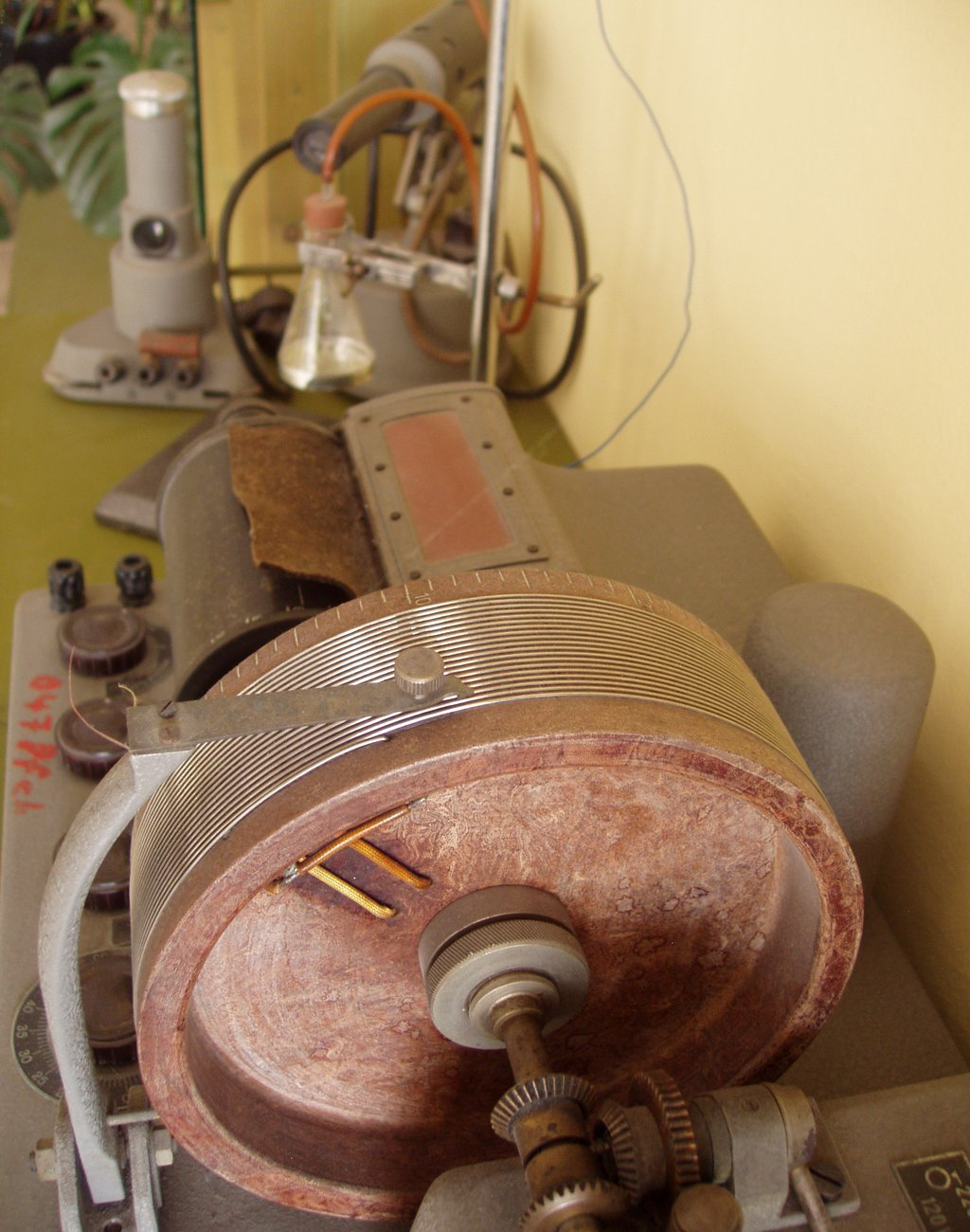
Heyrovského polarograf

Koncem roku 1921 napadlo Heyrovského měřit proud, který prochází kapkovou elektrodou. První závislosti (polarografické křivky) zaznamenal 10. února 1922 při elektrolýze roztoku chloridu sodného. Začátkem roku 1922 mezi kapkovou elektrodu a potenciometr zařadil galvanometr. Metoda byla objevena při zkoumání elektrolýzy se rtuťovou kapkovou katodou, kterou byly při objevu z roztoku deponovány alkalické kovy. V říjnovém čísle roku 1922 časopisu Chemické listy se objevil článek o tomto objevu nazvaný Elektrolýza s rtuťovou kapkovou elektrodou. O objevu polarografie přednesl přednášku na zasedání Faradayovy společnosti v Londýně v roce 1923. To zaujalo japonského vědeckého pracovníka Masuzó Šikatu, který se přijel s metodou seznámit do Prahy.
V roce 1924 spolu se svým japonským spolupracovníkem sestavil originální přístroj pro automatický záznam křivek závislosti proudu na napětí, přístroj nazvali polarograf. Název vybral spolu s Šikatou podle toho, že při vkládání elektrického napětí se kapková elektroda elektrochemicky polarizuje. Sestavili ho pro urychlení ručního záznamu polarizačních křivek. Podle návrhu jej vyrobili mechanici fyzikálního ústavu Univerzity Karlovy Innemann a Peták. Od roku 1929 se u nás začal polarograf vyrábět komerčně, od 30. let se do výroby zapojily i zahraniční firmy. Heyrovský polarografii vybudoval a nasměroval i pro praktické využití v chemické analýze.

### Druhá světová válka, údajná kolaborace
Díky své známosti s profesorem Johannem Böhmem, kterému v roce 1935 pomohl přestoupit z tehdejšího nacistického Německa na pražskou univerzitu, mohl v laboratořích chemického ústavu pracovat i během druhé světové války, když byly vysoké školy uzavřeny. Během války v polarografii zavedl použití osciloskopu a spolu s Jindřichem Forejtem tak vyvinul oscilografickou polarografii střídavým proudem. Tato možnost vědecké práce byla po válce vnímána částí české veřejnosti jako kolaborace.
Dne 15. května 1945 mu kolegové, kteří byli členy revolučních gard, zakázali vstup do fyzikálně-chemického ústavu. O jeho osudu mělo rozhodnout vedení Přírodovědecké fakulty. To 21. června nařídilo, aby Heyrovský odevzdal klíče od budovy. Ve stejný den k tomuto případu vznikla vyšetřovací komise. Ta případ ukončila až koncem ledna 1946. Na jeho stranu se postavili mnozí kolegové i žáci. Naopak mu přitížilo členství ve Svazu pro spolupráci s Němci. Argumentoval tím, že byl v mnoha jiných organizacích (např. Americký ústav, English Grammar School, British Society) a musel tak prokazovat „objektivitu v kulturní spolupráci“. Kauzou se zabývala i Česká akademie věd a umění a skončila ji až 11. dubna 1946 s tím, že požadovala omluvu. Tu Heyrovský nejprve odmítal a v červnu 1946 se dokonce vzdal členství v ČAVU. Koncem roku po naléhání kolegů došlo ke kompromisu. Heyrovský rezignaci stáhl a 16. ledna 1947 akademie přijala jeho dopis s textem:
| „ | Když jsem setrvával za německé okupace ve svém ústavu, činil jsem tak v zájmu české vědy a neuvědomoval jsem si, že by toto jednání mohlo být závadné s hlediska národního a stavovského. Nyní však, když většina mých kolegů a přátel toto moje jednání neschvaluje, uznávám sám, že nebylo zcela správné a mrzí mne, že jsem tak jednal. | “ |

V letech 1945–1950 se Heyrovský zabýval oscilografickým výzkumem reverzibility dějů na rtuťové kapilární elektrodě, diferenciální polarografií s tryskající elektrodou a studiem kapacitních jevů vyvolaných adsorpcí různých látek na rtuťových elektrodách. V letech 1951–1957 působil jako místopředseda Mezinárodní unie pro fyziku. Byl také prezidentem a prvním čestným členem Polarografické společnosti v Londýně. Pracoval rovněž ve vládní komisi pro zřízení Československé akademie věd.

### Polarografický ústav

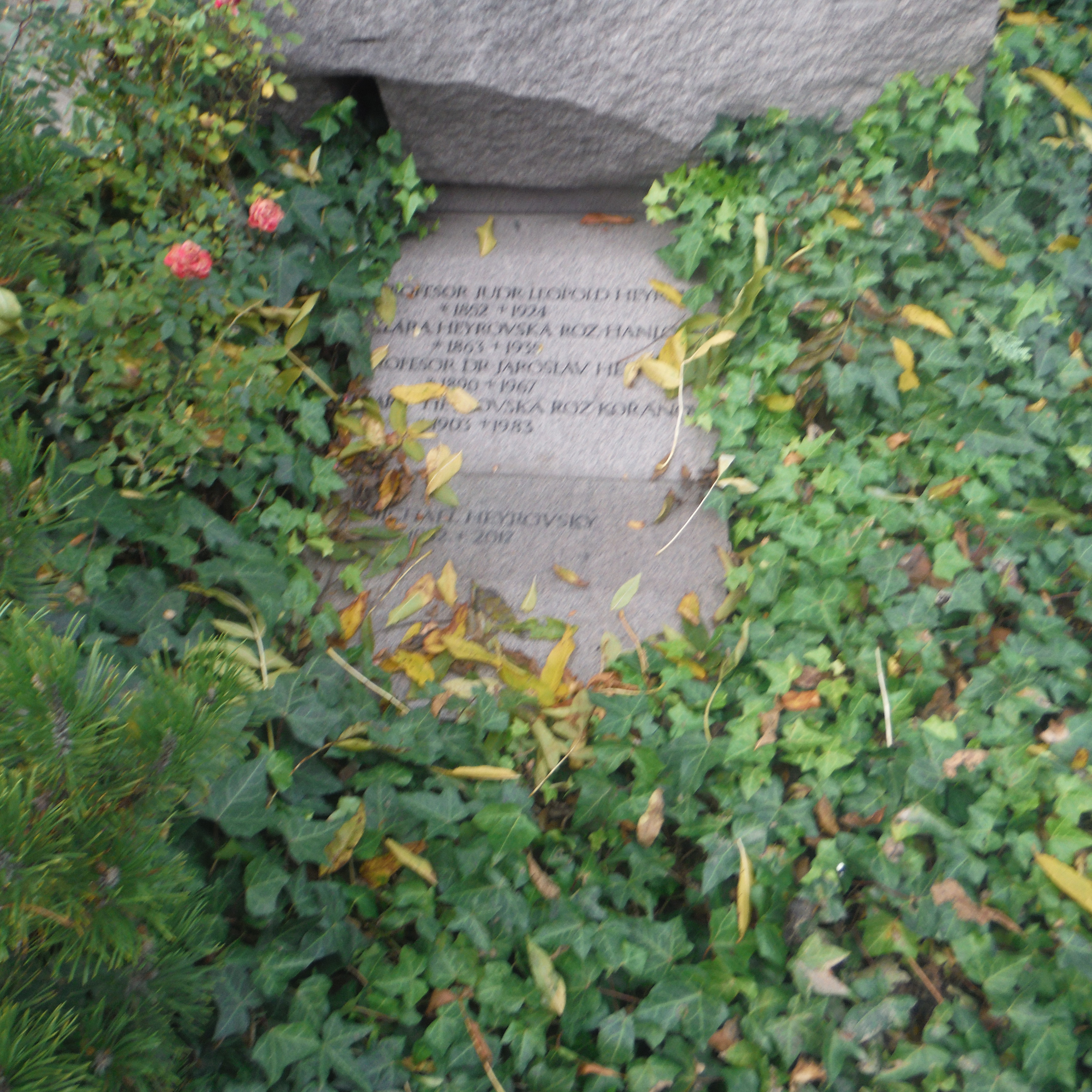
Hrob na Vyšehradském hřbitově

Samostatný Polarografický ústav vznikl 1. dubna 1950. V jeho čele stál Heyrovský až do roku 1963, kdy odstoupil ze zdravotních důvodů. O rok později byl přejmenován na Polarografický ústav Jaroslava Heyrovského ČSAV. Od roku 1972 nese název Ústav fyzikální chemie a elektrochemie Jaroslava Heyrovského. Po odchodu z čela ústavu se dále věnoval oscilografickému výzkumu.

### Zdravotní problémy, smrt
Od druhé poloviny 40. let jej provázely drobné zdravotní problémy. Roku 1951 měl slabý záchvat mozkové mrtvice, který však nezanechal trvalé následky. Již před udělením Nobelovy ceny se léčil v nemocnici, provázely jej nepravidelnosti v krevním oběhu, těžký zánět žil a další komplikace. Tyto komplikace byly pravděpodobně způsobeny častou prací s rtutí. Zemřel na Velikonoční pondělí 27. března 1967 ve státním sanatoriu na Smíchově. Pohřben byl na Vyšehradském hřbitově v Praze.

## Publikace
Heyrovský je autorem cca 130 knih a odborných článků. Mezi významné publikace patří například Použití polarografické metody v praktické chemii (1933), Polarographie (1941), Úvod do praktickej polarografie (1950, s P. Zumanem, česky 1953), Oscilografická polarografie (1953, s J. Forejtem) a Základy polarografie (1962, s J. Kůtou). Učebnice Základy polarografie byla přeložena do několika jazyků.

## Rodina
V únoru 1926 se oženil s Marií Kořánovou (1903–1983). Poprvé se potkali v Táboře během jeho vojenské služby. Otec matky Marie Kořánové Vladimír Kořán byl bratrancem Leopolda Heyrovského a ředitelem pivovaru Budvar. Marie šla v roce 1922 studovat do Prahy Filosofickou fakultu a rodinu Heyrovských navštěvovala. V roce 1929 se jim narodila dcera Jitka (1929–2016), která vystudovala chemii na PřF UK a poté pracovala v potravinářském výzkumu. Roku 1932 se narodil syn Michael (1932–2017), který dostal jméno po Heyrovského vzoru – Michaelu Faradayovi. Michael Heyrovský rovněž vystudoval chemii na PřF UK, poté dva roky působil v Cambridgi u laureáta Nobelovy ceny za chemii Ronalda Norrishe. Poté nastoupil jako vědecký pracovník na Polarografický ústav. Manželka Marie později pracovala jako Heyrovského sekretářka v Polarografickém ústavu.

## Ocenění

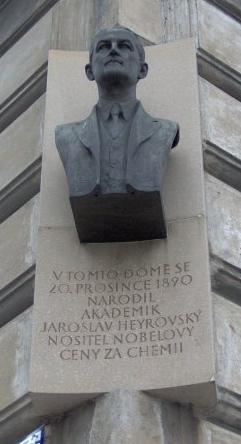
Pamětní deska Jaroslava Heyrovského na rohu Kaprovy a Křižovnické ulice v Praze

Během svého života i po něm získal Heyrovský četná ocenění, čestná členství ve vědeckých institucích či čestné doktoráty několika univerzit.
V roce 1951 obdržel státní cenu I. stupně. V letech 1955 a 1960 získal Řád republiky. V roce 1962 obdržel zlatou čestnou plaketu Za zásluhy o vědu a lidstvo od ČSAV. V roce 1972 mu byla odhalena pamětní deska v Kařezu, kde často pobýval. Roku 1952 o Heyrovském a polarografii natočil Československý státní film krátký, ještě neozvučený film. V roce 1982 po něm byla pojmenována planetka 3069 Heyrovský, v roce 1985 pak kráter Heyrovsky na odvrácené straně Měsíce.
Několik vysokých škol mu udělilo čestný doktorát (např. Univerzita Karlova, Varšavská univerzita, Technická univerzita Drážďany, Pařížská univerzita, Vídeňská univerzita, Univerzita Johanna Wolfganga Goetheho Frankfurt a Université of Provence Aix-Marseille). Zahraniční akademie věd jej jmenovaly čestným členem (Americká akademie věd a umění, Německá přírodovědecká akademie Leopoldiny, Royal Society a německé, maďarské, polské, dánské, sovětské a indické akademie věd). Čestným členem se stal také v chemických společnostech v Československu, Polsku, Rakousku a Velké Británii. Byl též členem Královské české společnosti nauk, České akademie věd a umění, Československé národní rady badatelské a akademikem ČSAV.
Po jeho úmrtí v roce 1967 se v Československu začaly pořádat debaty o elektrochemii s názvem Heyrovský Discussions on Electrochemistry. Podle Heyrovského byla pojmenována čestná plaketa ČSAV Za zásluhy o rozvoj chemických věd.
V prosinci 2024 byl na Praze 8 slavnostně odhalen murál věnovaný Jaroslavu Heyrovskému. Jeho autory jsou Josefína Jonášová a Štěpán Jílek.

### Nobelova cena
Na Nobelovu cenu byl nominován celkově osmnáctkrát. V oboru chemie čtrnáctkrát (1934, 1938, 1940, 1944, 1947, 1950, 1952–1959), ve fyzice jednou (1940) a na Nobelovu cenu za fyziologii a medicínu třikrát (1948, 1949, 1953). Nobelovu cenu za chemii převzal 10. prosince 1959 za objev a rozpracování analytické polarografické metody. Na tu jej v roce 1958 navrhli předchozí laureáti Archer John Porter Martin, Chandrasekhara Venkata Raman a další významní vědci, nominovali jej také chemici ze slovenských vysokých škol. Při tradiční přednášce u příležitosti předání Nobelovy ceny hovořil o směrech polarografického výzkumu.

## Výstava Příběh kapky
Putovní výstava Příběh kapky vznikla v roce 2009 jako připomínka 50. výročí udělení Nobelovy ceny Jaroslavu Heyrovskému. Navštívit ji mohli lidé v Pardubicích (3x), Brně (2x), Praze (8x), Olomouci, Ostravě, Jihlavě,  Ústí nad Labem, Děčíně, Teplicích, Žďáru n.Sázavou, Železném Brodu, Vítkově, Prostějově, Uherském Hradišti, Zlíně, Liberci, Litoměřicích, Českém Krumlově, Znojmě, Vysokém Mýtě, Strakonicích a Frýdku-Místku. Výstavu do prosince 2021 zhlédlo 32300 návštěvníků.. Výstava si klade si za cíl přiblížit návštěvníkům osobnost Heyrovského a jeho objev, polarografii. Autory expozice jsou vědci z Ústavu fyzikální chemie Jaroslava Heyrovského AV ČR Ing. Květoslava Stejskalová CSc, Dr. Michael Heyrovský, syn Jaroslava Heyrovského, a prof. Robert Kalvoda. Expozici tvoří 12 plakátů formátů A0 a A1, na kterých jsou umístěny fotografie života a vědecké práce Heyrovského. Součástí jsou i polarografické přístroje, skleněné polarografické nádobky, ukázky knih a publikací o polarografii a diapozitivy. Ve výstavní místnosti jsou promítány popularizační filmy o Heyrovském a výzkumu v oboru polarografie z přelomu 50. a 60. let.

## Nadační fond Jaroslava Heyrovského

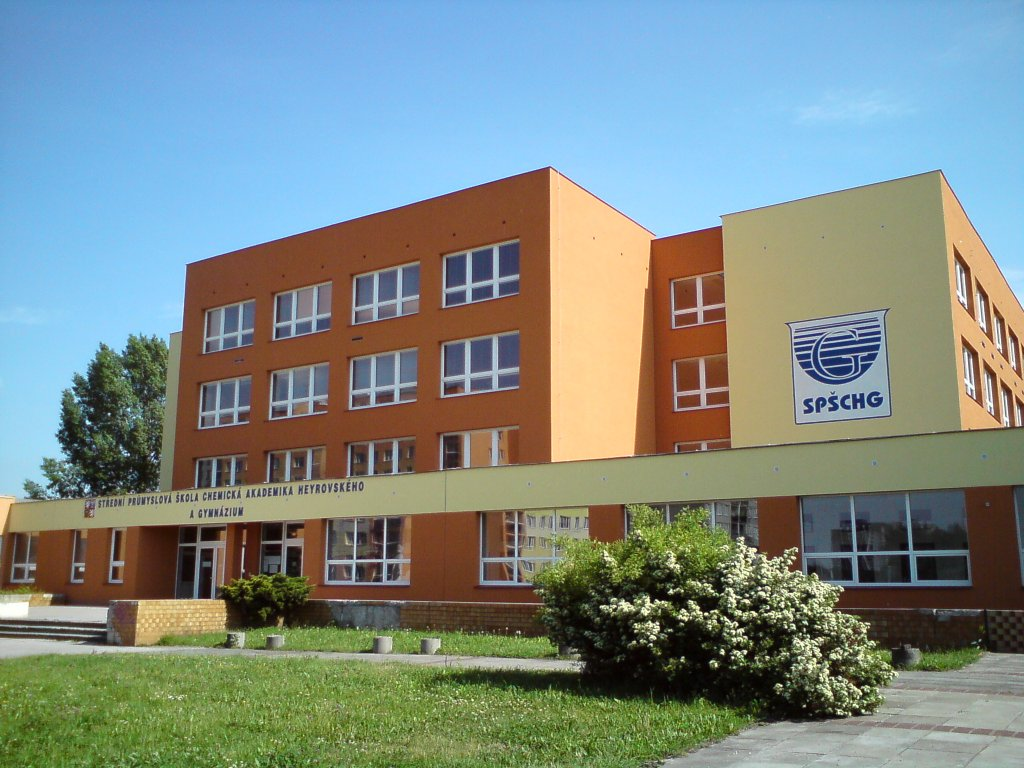
Střední průmyslová škola chemická akademika Heyrovského

Nadační fond Jaroslava Heyrovského (Jaroslav Heyrovský Endowment Fund) vznikl 10. září 1993. Mezi zakladatele patřily Heyrovského děti, Mgr. Jitka Černá, rozená Heyrovská a Dr. Michael Heyrovský, CSc. Hlavní náplní fondu je pomoc při vyhledávání nadaných středoškoláků a podpora při jejich odborném i osobním rozvoji. Mezi jeho další aktivity patří propagace odkazu Jaroslava Heyrovského. Uděluje Cenu Nadačního fondu Jaroslava Heyrovského.

## Instituce nesoucí jeho jméno
- Gymnázium Jaroslava Heyrovského v Praze 13
- Střední průmyslová škola chemická akademika Heyrovského v Ostravě
- Ústav fyzikální chemie Jaroslava Heyrovského AV ČR
- ZŠ Heyrovského v Brně-Bystrci (pojmenovaná podle ulice, v níž sídlí)
- ZŠ Heyrovského v Olomouci (pojmenovaná podle ulice, v níž sídlí)
- ZŠ Heyrovského v Chomutově (pojmenovaná podle ulice, v níž sídlí)